# Tillandsia 'Pomona'
Tillandsia 'Pomona' es un  cultivar híbrido del género Tillandsia perteneciente a la familia  Bromeliaceae.
Es un híbrido creado en el año 1997 con la especie Tillandsia caput-medusae × Tillandsia ionantha.